# Тукуй-Мектеб
Туку́й-Мекте́б — аул в Нефтекумском городском округе Ставропольского края России.

## Этимология
Топоним Тукуй-Мектеб связан с местным ногайским баем Тукуем:104.

Название, по словам старожилов, происходит от богатого и знатного едишкульца, аулбая по имени Тукуй. Этот человек совершил трижды хадж в Мекку. После первого хаджа в 1881 году он построил в родном ауле из красного кирпича школу (мектеб).— Гаазов В. Л. «Ставрополь и его окрестности. Ставрополье в названиях»
Варианты наименования: Тукуй Мектеб, Тукуй Мектебский, Тукуй-Мектебский, Тукуй-Мехтеб, Тукуймектеб, Тукуй:104, ног. Тукый-Мектеп.

## География
Расстояние до краевого центра: 266 км.
Расстояние до районного центра: 49 км.

## История
Датой основания населённого пункта по одним данным считается 1785 год, по другим — 1893 год (при этом ещё раньше, в 1830 году, сюда «из-под Воронцовки из местечка Косаево переселились едишкульские ногайцы Косаевской орды»). Аул был постепенно образован жителями летних кочевых аулов Казаяклы, Билкулак, Есберген, Уразакай:105, в 1900 году стал оседлым аулом.
Согласно переписи 1920 года, Тукуй-Мектеб входил в состав Эдишкульской волости (с центром в ауле Махмуд-Мектеб) Ачикулакского района Ставропольской губернии:519.
По данным переписи 1926 года в ауле числилось 352 хозяйства с населением 1573 человека (839 мужчин и 734 женщины), из них — 817 ногайцев, 728 русских и 28 прочих. По состоянию на 1 октября 1929 года в нём имелись школа, врачебный и ветеринарный пункты, потребительское общество. На тот момент Тукуй-Мектеб был административным центром Тукуй-Мектебского сельского совета Ачикулакского района Дагестанской АССР. В состав территории сельсовета также входил хутор Русский:11.
В дальнейшем включён в Нефтекумский район Ставропольского края.
До 1 мая 2017 года аул был административным центром Тукуй-Мектебского сельсовета.

## Население
| 1926 | 1989  | 2002  | 2010  | 2014  | 2021  | 2023  |
| ---- | ----- | ----- | ----- | ----- | ----- | ----- |
| 1573 | ↗2749 | ↘2360 | ↗2466 | ↗2700 | ↘2388 | ↘2300 |

По данным переписи 2002 года, 83 % населения — ногайцы.

## Инфраструктура
- Социально-культурное объединение[15]

## Образование
- Детский сад № 19 «Буратино»[16]. Открыт 17 февраля 1985 года[17]
- Средняя общеобразовательная школа № 14[18]

## Происшествия
- Спецоперация в селе Тукуй-Мектеб в феврале 2006 года[19]

## Памятники
- Братская могила советских воинов, погибших в борьбе с фашистами. 1942—1943, 1962 года[20]
- Памятник семерым сотрудникам Ставропольского ОМОНа, погибших в ходе вооружённого столкновения с террористами 9 и 10 февраля 2006 года в ауле Тукуй-Мектеб[21]

## Кладбища
В границах аула расположены 3 открытых кладбища: общественное и 2 вероисповедальных.